# Ataxophragmoides
Ataxophragmoides es un género de foraminífero bentónico considerado un sinónimo posterior de Ataxophragmium de la subfamilia Ataxophragmiinae, de la familia Ataxophragmiidae, de la superfamilia Ataxophragmioidea, del suborden Ataxophragmiina y del orden Loftusiida. Su especie tipo era Ataxophragmoides frankei. Su rango cronoestratigráfico abarcaba el Paleoceno.

## Discusión
Clasificaciones previas incluían Ataxophragmoides en el suborden Textulariina del orden Textulariida o en el orden Lituolida.

## Clasificación
Ataxophragmoides incluía a las siguientes especies:
- Ataxophragmoides fallax †
- Ataxophragmoides frankei †